# Вілтон-Менорс (Флорида)
Вілтон-Менорс (англ. Wilton Manors) — місто (англ. city) в США, в окрузі Бровард штату Флорида. Населення — 11 426 осіб (2020).

## Географія
Вілтон-Менорс розташований за координатами 26°9′34″ пн. ш. 80°8′21″ зх. д. / 26.15944° пн. ш. 80.13917° зх. д. (26.159329, -80.139270).  За даними Бюро перепису населення США в 2010 році місто мало площу 5,07 км², уся площа — суходіл.

## Демографія
Згідно з переписом 2010 року, у місті мешкали 11 632 особи в 6235 домогосподарствах у складі 1744 родин. Густота населення становила 2294 особи/км².  Було 7162 помешкання (1413/км²).
Расовий склад населення:
| - 80,8 % — білих - 12,4 % — чорних або афроамериканців - 2,2 % — азіатів - 0,3 % — корінних американців - 2,5 % — осіб інших рас |

До двох чи більше рас належало 1,9 %. Частка іспаномовних становила 12,9 % від усіх жителів.
За віковим діапазоном населення розподілялося таким чином: 10,0 % — особи молодші 18 років, 74,9 % — особи у віці 18—64 років, 15,1 % — особи у віці 65 років та старші. Медіана віку мешканця становила 46,8 року. На 100 осіб жіночої статі у місті припадало 171,2 чоловіків;  на 100 жінок у віці від 18 років та старших — 180,6 чоловіків також старших 18 років.
Середній дохід на одне домашнє господарство  становив 72 795 доларів США (медіана — 52 996), а середній дохід на одну сім'ю — 92 000 доларів (медіана — 67 205). Медіана доходів становила 45 000 доларів для чоловіків та 45 352 долари для жінок. За межею бідності перебувало 11,6 % осіб, у тому числі 8,8 % дітей у віці до 18 років та 9,7 % осіб у віці 65 років та старших.
Цивільне працевлаштоване населення становило 7060 осіб. Основні галузі зайнятості: освіта, охорона здоров'я та соціальна допомога — 16,5 %, науковці, спеціалісти, менеджери — 15,8 %, роздрібна торгівля — 14,2 %.